# Dubki (Pečorskij rajon, Oblast' di Pskov)
Dubki (russo: Дубки; dialetto estone seto: Tuupka, in estone: Tupka) è un villaggio russo del Pečorskij rajon, nell'Oblast' di Pskov; è una exclave russa all'interno del territorio estone. Si trova su una penisola sulla riva del Lago dei Ciudi.

## Storia
Prima del 1920, Dubki faceva parte del Governatorato di Pskov; tra il 1920 e il 1944 ha fatto parte della contea di Petseri, in Estonia, e nel 1944 è stata annessa (insieme a gran parte del territorio della contea) alla Repubblica Socialista Federativa Sovietica Russa.
Il fatto che questo villaggio (disabitato secondo il censimento del 2010) non avesse un collegamento terrestre diretto con la Russia non rappresentava un problema in epoca sovietica, poiché non c'erano controlli alle frontiere tra le varie repubbliche. Quando l'Unione Sovietica crollò, furono introdotti i controlli al confine tra Russia ed Estonia, e ad oggi la situazione è rimasta invariata, anche a causa del trattato sui confini del 2005 non ratificato tra i due Paesi.